# Yumbe (district)
Le district de Yumbe est un district du nord-ouest de l'Ouganda. Il est frontalier du Soudan du Sud. Sa capitale est Yumbe.

## Histoire
Ce district a été créé en 2006 par séparation de celui d'Arua.